# Inselbahn Kirr
| Streckenlänge:                                                                                           | 0,3 km              |                |                |
| Spurweite:                                                                                               | 600 mm (Schmalspur) |                |                |
| |                     |                |                |
| \| \| 0,0 \| Schiffsanleger \| Schiffsanleger \| \| \| \| \| \| \| \| 0,3 \| Klein Kirr \| Klein Kirr \| |                     |                |                |
| Haltepunkt / Haltestelle Anfang Hochstrecke                                                              | 0,0                 | Schiffsanleger | Schiffsanleger |
| Strecke                                                                                                  |                     |                |                |
| Haltepunkt / Haltestelle Streckenende                                                                    | 0,3                 | Klein Kirr     | Klein Kirr     |

Die Inselbahn Kirr ist eine nach 1990 errichtete Feldbahn in Mecklenburg-Vorpommern. Sie verbindet den Schiffsanleger der in der Darß-Zingster Boddenkette gelegenen Insel Kirr mit Klein Kirr, der einzigen Siedlung der Insel. 
Der Betrieb wird bei Bedarf mit der Eigenbau-Gepäcklokomotive „Polly“ abgewickelt. Diese besitzt einen Volvo-Penta-Dieselmotor, welcher mit einem Multicar-Getriebe zusammenarbeitet. Weichen und weitere Fahrzeuge sind nicht bekannt.